# Vișeu de Jos
Vișeu de Jos is een Roemeense gemeente in het district Maramureș.
Vișeu de Jos telt 5509 inwoners.